# المؤسسة الإسلامية للبيئة والعلوم البيئية
المؤسسة الإسلامية للبيئة والعلوم البيئية (IFEES) هي منظمة بيئية أسسها فضلون خالد [الإنجليزية] في عام 1993 في برمنغهام، في إنجلترا . أنتجت المؤسسة مجموعة من المواد التعليمية التي تهدف إلى رفع مستوى وعي المسلمين بالقضايا البيئية، وتشارك في العديد من مشاريع الحفاظ على البيئة والتعليم في جميع أنحاء العالم الإسلامي، بما في ذلك "التدقيق الأخضر" للمساجد ومعسكر "الحياة الإسلامية المستدامة" الصيفي. تنشر المؤسسة رسالة إخبارية بعنوان الإسلام البيئي، وأنتجت فيلمًا بعنوان المدينة المنورة النظيفة. نشرَت أيضًا الدليل الأخضر الإسلامي للحد من تغير المناخ في عام 2008.
في عام 2005، عملت المؤسسة مع منظمة كير الدولية لوقف الصيد بالديناميت في زنجبار، كما تقوم حاليًا بحملة لزراعة الأشجار في إندونيسيا تسمى "إندونيسيا الخضراء".

## طالع أيضًا
- الدين والبيئة

## روابط خارجية
- موقع المؤسسة
- منتدى حول الدين والبيئة، جامعة ييل